# George Swan Nottage
George Swan Nottage (1823 -11 avril 1885) est un homme politique, un homme d'affaires et un photographe britannique. En 1884, il est élu lord-maire de Londres et devient par la suite la personne la plus jeune à mourir alors qu'il occupe ce poste.

## Biographie
Nottage est né à Londres en 1823 et passe ses premières années dans l'Essex. Dans sa jeunesse, il est employé par son oncle Robert Kennard à la Blaenavon Coal and Iron Company.
En 1854, il ouvre une boutique à Oxford Street, dans laquelle il expose des images stéréoscopiques. Le succès de ces images et leur vente rapide amène George Swan Nottage à s'associer avec son cousin Howard Kennard pour fonder la London Stereoscope Company (qui devient plus tard la London Stereoscopic Company, puis la London Stereoscopic and Photographic Company).
George Swan Nottage continue ses activités dans le commerce du fer, l'immobilier, la menuiserie, l'optique, la banque et l'assurance. Il est membre de nombreuses guildes, comme la Worshipful Company of Carpenters (dont il est maître en 1884-1885), la Worshipful Company of Loriners et la Worshipful Company of Spectacle Makers, George Swan Nottage est à la fois échevin et shérif (1877-1878) de la ville de Londres, avant de remplacer Robert Fowler comme Lord maire le 9 novembre 1884,,.
George Swan Nottage meurt des suites d'une bronchite (ou pleurésie) le 11 avril 1885, alors qu'il est encore en fonction. Cela lui vaut d'être enterré dans la cathédrale Saint-Paul, où, à la suite d'un service funèbre, son cercueil est enterré dans la crypte,.
Il est marié à Martha Christiana Nottage et a deux enfants, Amy Christiana Nottage et Charles George Nottage,. Deux mois après sa mort, sa femme se voit accorder le titre de "veuve d'un chevalier " par la reine Victoria.